# Garden (мікстейп)
Garden — спільний мініальбом Lil Peep та DEATH PLUS, випущений 25 серпня 2015, та видалений через деякий час після.

## Історія
Після смерті Піпа у листопаді 2017 року, мініальбом був перероблений та випущений на SoundCloud та Spotify 20 січня 2018. Нова версія містить в собі нову обкладинку, а також чистіше звучання, ніж в оригіналі 2015 року.

## Трек-ліст
| #     | Назва           | Producer(s)     | Тривалість |
| ----- | --------------- | --------------- | ---------- |
| 1.    | «420»           | DJ PHATAALI     | 4:21       |
| 2.    | «Piss»          | Leyhan          | 4:01       |
| 3.    | «SagginMyPants» | Willie G        | 2:58       |
| 4.    | «Crystals»      | OMEN XIII       | 2:40       |
| 5.    | «Body»          | Cast            | 2:50       |
| 6.    | «Garden»        | Dubz Rich Beatz | 3:14       |
| 20:08 |                 |                 |            |